# بيكش ملا
بيكش ملا (بالنيبالية: बिकास मल्ल)‏ هو لاعب كرة قدم نيبالي في مركز حراسة المرمى، ولد في 15 أغسطس 1985 في Chitwan District ‏ في نيبال. شارك مع منتخب نيبال لكرة القدم. أما مع النوادي، فقد لعب مع Nepal Army Club ‏.

## وصلات خارجية
- بيكش ملا على موقع قاعدة بيانات كرة القدم.إي يو (الإنجليزية)
- بيكش ملا على موقع ناشيونال فوتبول تيمز (الإنجليزية)
- بيكش ملا على موقع Soccerway.com (الإنجليزية)